# Hitec
Hitec (Eigenschreibweise hitec) ist eine ehemalige TV-Wissenschaftssendung, die bis 2014 wöchentlich auf 3sat ausgestrahlt wurde. Die erste Sendung wurde 1991 gesendet. Hitec befasst sich beispielsweise mit Zukunfts- und Wissenschaftsfragen, Berichten zur Infrastruktur, Forschung, Medizin u. a.

## Inhaltliche Ausrichtung
Die 30-minütigen Dokumentarfilme greifen Themen aus den Bereichen Naturwissenschaft, Medizin und Technik auf. Oftmals werden aktuelle Themen behandelt, die auch in der Öffentlichkeit diskutiert werden. Bei 3sat-Themenwochen sind die Dokumentationen oft eingebettet. Kurzfassungen sind oft als Beiträge in der Sendung nano zu sehen.

## Geschichte
Die erste Sendung von hitec wurde 1991 ausgestrahlt. Es sollte „eine anspruchsvolle Reihe für an Technik interessierte Zuschauer“ auf 3sat entstehen. 1999 ging dann das Magazin hitec in der Sendung nano auf. Bis dahin war Stefan Schulze-Hausmann Moderator der Sendung. Im Jahre 1999 wurde aus dem Magazin eine Dokumentationsreihe. Die Sendung wurde bis Januar 2012 wöchentlich montags um 21:30 Uhr und die Wiederholung sonntags um 16:00 Uhr ausgestrahlt. Im Januar 2012 liefen die vorerst letzten Erstausstrahlungen von Hitec. Seitdem wurde die Sendung nur noch sonntags um 15:30 Uhr als Wiederholung ausgestrahlt, diese Pause wurde mit nur zwei neuen Folgen im September 2012 und im Mai 2013 unterbrochen. Seit Oktober 2013 werden wieder regelmäßig neue Folgen auf dem Sonntag-Sendeplatz ausgestrahlt.

## Auszeichnungen
Zahlreiche Sendungen und Autoren der Sendung wurden mit verschiedenen Preisen ausgezeichnet. Der Wissenschaftsjournalist John A. Kantara wurde für seine 2011 in 3sat ausgestrahlten hitec-Dokumentarfilme Regional statt Global über technologische Innovationen, die zur Renaissance regionaler Produktion führen, Space Shuttle: Ende einer Ära über den Beginn eines technologischen Wettlaufs nach dem Ende der legendären Space Shuttle sowie Energiespender Mensch mit dem Georg von Holtzbrinck Preis für Wissenschaftsjournalismus in der Kategorie „Elektronische Medien“ ausgezeichnet.